# Teodor Zalewski
Teodor Zalewski (ur. 19 sierpnia 1897 w Bad Wörishofen, zm. 11 marca 1985 w Warszawie) – polski dyrygent i pedagog muzyczny.

## Życiorys
Pochodził z rodziny muzycznej, jego ojciec Henryk był nauczycielem śpiewu, natomiast matka Helena korepetytorką chóru. Pierwsze trzy lata życia spędził w Rzymie, od 1900 roku mieszkał z rodzicami w Moskwie. Kształcił się w moskiewskiej szkole muzycznej im. Gniesinych. W latach 1916–1918 studiował na wydziale prawa Uniwersytetu Moskiewskiego, z przerwą na służbę wojskową i naukę w szkole podchorążych w Kijowie w 1917 roku. Od 1919 do 1920 roku był studentem konserwatorium w Charkowie. W 1920 roku wrócił do Polski i zaciągnął się do wojska podczas wojny polsko-bolszewickiej, uczestniczył w bitwie warszawskiej. Po demobilizacji kontynuował od 1921 roku prywatnie naukę gry na fortepianie u Piotra Rytla. Odbył studia u Henryka Melcera-Szczawińskiego w konserwatorium warszawskim (1922–1925) i na wydziale prawa Uniwersytetu Warszawskiego (1921–1926). Od 1924 do 1925 roku pełnił funkcję dyrektora muzycznego w Teatrze im. Wojciecha Bogusławskiego, gdzie pokierował prawykonaniem Kniazia Potiomkina Tadeusza Micińskiego z muzyką Karola Szymanowskiego oraz Opowieści zimowej według Williama Shakespeare’a z muzyką Ludomira Michała Rogowskiego. W 1925 roku debiutował jako dyrygent w Filharmonii Warszawskiej, od 1925 do 1926 roku uczył czytania partytur w Konserwatorium Warszawskim. Był współzałożycielem Stowarzyszenia Miłośników Dawnej Muzyki Polskiej (1926) i prowadził jego orkiestrę kameralną. Od 1928 roku był dyrygentem Towarzystwa Dawnej Muzyki Polskiej. Wykonywał utwory m.in. J.S. Bacha, G.F. Händla i Bartłomieja Pękiela. Był współredaktorem „Kwartalnika Muzycznego” i „Muzyki Polskiej”. W 1931 roku zdał egzamin adwokacki i został członkiem Izby Adwokackiej w Warszawie, prowadząc praktykę radcy prawnego.
W latach 1947–1949 pełnił funkcję dyrektora Filharmonii Warszawskiej. Od 1952 roku wykładał w Państwowej Wyższej Szkole Muzycznej w Warszawie, gdzie w latach 1953–1957 był dziekanem Wydziału Kompozycji, Dyrygentury i Teorii Muzyki, a od 1966 do 1969 roku piastował godność rektora tej uczelni. W latach 1956–1963 był sekretarzem generalnym Stowarzyszenia Polskich Artystów Muzyków. Od 1965 do 1968 roku był prezesem zarządu Towarzystwa im. Fryderyka Chopina. Został odznaczony Orderem Sztandaru Pracy II Klasy oraz Medalem Komisji Edukacji Narodowej. Laureat nagrody I stopnia Ministra Kultury i Sztuki za działalność dydaktyczno-wychowawczą (1966).
Opublikował wspomnienia Pół wieku wśród muzyków 1920–1970. Przyczynki do dziejów polskiej kultury muzycznej, część 1 (Kraków 1977).